# Henry Harmer
Henry Sutton Harmer (ur. 8 lipca 1883, zm. 9 stycznia 1958) – brytyjski lekkoatleta.
Brał udział w biegu na 100 metrów na Letnich Igrzyskach Olimpijskich 1908, biegu nie dokończył.